# Orthonops ovalis
Orthonops ovalis är en spindelart som först beskrevs av Banks 1898.  Orthonops ovalis ingår i släktet Orthonops och familjen Caponiidae. Inga underarter finns listade i Catalogue of Life.